# NEVEN
『NEVEN』（ネヴン）は、2013年3月13日にリリースされた日本のダンス・ヒップホップグループm-floの7枚目のオリジナルスタジオアルバムである。前作の『SQUARE ONE』から一年振りとなった。

## 背景
2012年12月19日、m-floはミックスアルバム『m-flo DJ MIX “BON! ENKAI"』をリリースした。ミックスアルバムにはMINMIと共にクラブAgehaで行われたDJイベント「Bonenkai」で披露された新曲「TONITE」が収録されていた。 
2013年2月、VERBALはビジネス書『フィーチャリング力 あなたの価値を最大化する奇跡の仕事術』を発売した。
2013年3月、☆Taku TakahashiはEDMミックスアルバム『EDM WORLD Presented by ☆Taku Takahashi』や、少女時代ノンストップミックスアルバム『BEST SELECTION NON STOP MIX』をリリースした。

## プロモーション
「TRANSEFORMERZ」は、日本で2012年7月7日放送の第14話で『超ロボット生命体 トランスフォーマー プライム』のセカンドシリーズの主題歌として使用された。
「CHANCE」は、UULAでダウンロード配信された初のドラマ『RETURN』の主題歌として使用された。
アルバムからのリードトラック「LOVER」は2013年2月にリリースされた。これは2006年の「Love Song」以来となる物理フォーマットでのシングルリリースとなった。「LOVER」ではミュージックビデオも製作され、m-floのメンバーが登場するミュージックビデオは2008年の「love comes and goes」以来であった。「LOVER」はBillboard Japan Hot 100の15位にチャートインした。

## コンセプトと製作
本アルバムは、『SQUARE ONE』から2人のコラボレーターと引き続き共作している。CREAMのボーカリストMinamiは「Butterfly」、「FNKY ALGORTHM」、「One In A Million」、「YEAH!」の4曲に参加している。Matt Cabは「Das Dance (Like That)」に参加している。
また、LOVES期（2003-2009年）にm-floとコラボレーションした2人のミュージシャンが参加している。『m-flo inside -WORKS BEST II-』および『COSMICOLOR』で「Lotta Love］に参加したMINMIは「TONITE」に参加し、『BEAT SPACE NINE』で「ONE DAY」に参加した加藤ミリヤはリードシングルの「LOVER」に参加した。
また、新たなミュージシャンも本アルバムに参加した。AvexクラブミュージックタレントオーディションStarz Auditionに参加した歌手のUnicoは、「JOURNEY X」に参加している。モデルの水原希子は「NO WAY」にラッパーとして参加し、ミュージシャンとしてデビューした。水原はリーボックアンバサダーとしてVERBALと共に活動しており、VERBALはカラオケの後に水原に参加をオファーした。

## 楽曲リスト
| #         | タイトル                  | 作詞・作曲        | 時間  |
| --------- | ------------------------- | ----------------- | ----- |
| 1.        | 「#canuhearthestars?」    | m-flo             | 1:27  |
| 2.        | 「YEAH!」                 | m-flo, Minami     | 5:47  |
| 3.        | 「TONITE」                | m-flo, MINMI      | 6:04  |
| 4.        | 「#395days」              | m-flo             | 0:46  |
| 5.        | 「NO WAY」                | m-flo             | 3:21  |
| 6.        | 「Das Dance (Like That)」 | m-flo, Matt Cab   | 4:07  |
| 7.        | 「Butterfly」             | m-flo, Minami     | 4:12  |
| 8.        | 「#backinbusiness」       | m-flo             | 0:43  |
| 9.        | 「CHANCE」                | m-flo             | 5:02  |
| 10.       | 「One in a Million」      | m-flo, Minami     | 6:12  |
| 11.       | 「LOVER」                 | m-flo, 加藤ミリヤ | 5:21  |
| 12.       | 「#anotherreality」       | m-flo             | 1:21  |
| 13.       | 「FNKY ALGORTHM」         | m-flo, Minami     | 4:32  |
| 14.       | 「#NEVEN」                | m-flo             | 1:09  |
| 15.       | 「JOURNEY X」             | m-flo, Unico      | 5:36  |
| 16.       | 「TRANSFORMERZ」          | m-flo             | 3:43  |
| 17.       | 「#back2square1」         | m-flo             | 0:32  |
| 合計時間: | 合計時間:                 | 合計時間:         | 60:04 |

| #  | タイトル                                                                            | 作詞 | 作曲・編曲 | Director |
| -- | ----------------------------------------------------------------------------------- | ---- | ---------- | -------- |
| 1. | 「LOVER (Music Video)」                                                             |      |            |          |
| 2. | 「Live at "Reebok Classic presents M-Flo Tour 2012 Square One" (TCY Snippet Edit)」 |      |            |          |

## チャート順位
| チャート (2013)      | 最高 順位 |
| -------------------- | --------- |
| Oricon daily singles | 11        |

## リリース
| 地域 | 年月日        | フォーマット | レーベル    |
| ---- | ------------- | ------------ | ----------- |
| 日本 | 2013年3月13日 | CD, CD+DVD   | rhythm zone |
| 日本 | 2013年3月30日 | レンタルCD   | rhythm zone |